# Creativo
Un director creativo es una persona que toma decisiones creativas de alto nivel; supervisa la creación de activos creativos como anuncios, logotipos, productos o eventos; y dirige y traduce a las personas creativas que producen los resultados finales. [ 1 ] Los puestos de director creativo a menudo se encuentran dentro de las industrias de la música , el cine , los videojuegos , la moda , el marketing el entretenimiento o negocios , pero también se pueden encontrar en otras organizaciones creativas como empresas de desarrollo web y de desarrollo de software .

## Tipos
Existen dos tipos de creativo: El encargado de la parte gráfica, que usualmente llaman director de arte y el redactor, que escribe o hace los textos. Usualmente se forman parejas gráfico/redactor para trabajar en las ideas para las campañas. Una buena sinergia entre ambos contribuye a producir conceptos publicitarios sólidos.[cita requerida]
En las agencias de publicidad existe un departamento de creación, responsable de la realización de las ideas de la agencia. El director de creación es la persona que evalúa, dirige y es responsable del departamento de creación; a su cargo tienen a los directores de arte a los cámaras, bocetistas y otros profesionales.
El Festival de Publicidad de Cannes, donde se otorgan estatuillas llamadas Cannes Lions, es un festival donde se premia a la mejor pieza creativa, algo muy comparable al Oscar para el cine. En Latinoamérica se celebran festivales similares, como El Ojo de Iberoamerica y el FIAP (Festival Iberoamericano de la Publicidad).

## Puntos de vista
Pese a utilizarse ampliamente, incluso en ofertas de trabajo, no todo el mundo está de acuerdo con el uso de creativo. Los contrarios a su uso argumentan que la palabra no denota sustantivo, ni representa una práctica profesional determinada; que es un error y una actitud soberbia considerarlo así pese al mal uso y la apropiación que de ella pretenden hacer los publicistas. Y se cita al célebre diseñador Milton Glaser para reforzar su argumentación.
Resumiendo, argumentan que creativo es desde un matemático que resuelve un teorema a un niño que dibuja a su héroe, y que dicha palabra no debe de apropiársela profesión alguna. Y que existen suficientes palabras y denominaciones (por ejemplo, diseñador gráficos) para evitar continuar haciendo un uso indebido del término.